# Costesia macrocarpa
Costesia macrocarpa là một loài Rêu trong họ Gigaspermaceae. Loài này được (Schimp.) Cuvertino, Miserere & Buffa mô tả khoa học đầu tiên năm 2009.